# La mia Margot
La mia Margot è un singolo di Enzo Draghi, pubblicato il 3 ottobre 2018.

## La canzone
Scritto da Veronica Niccolai e Mariagrazia Cucchi, il brano è un'occasione per festeggiare il 50 anniversario della nascita di Lupin III. Il brano vanta l’arrangiamento di Eros Cristiani, già tastierista della band di Cristina D’Avena nel telefilm Cri Cri. L'idea del brano nasce proprio dalle due autrici che contattarono l'artista per una collaborazione a questo brano dedicato a Margot (Fujiko nella versione originale).

## Tracce
Download digitale
Testi e musiche di Veronica Niccolai, Mariagrazia Cucchi.
1. Enzo Draghi – La mia Margot – 3:58

## Produzione
- Eros Cristiani — Produzione artistica
- Enzo Draghi — Produzione artistica
- Veronica Niccolai — Produzione esecutiva
- Mariagrazia Cucchi — Produzione esecutiva
- Dalia Schintu — Copertina

## Formazione
- Enzo Draghi — voce
- Eros Cristiani — tastiere e programmazione